# Nick Fuentes
Nicholas Joseph Fuentes (Illinois, 18 de agosto de 1998), também conhecido como Nick Fuentes, é um comentarista político, streamer e ex-youtuber estadunidense de extrema-direita. Após suspensões permanentes dos principais redes sociais, como Twitter, YouTube, Facebook e Instagram, Fuentes acumulou vários seguidores em redes alternativas de mídia, como a Truth Social, Rumble e o Telegram.
Fuentes identifica-se como um incel (celibatário involuntário), nacionalista americano, conservador cristão e um paleoconservador.
Ele também esteve envolvido em eventos militantes que levaram ao ataque ao Capitólio dos Estados Unidos em 2021.

## Vida precoce e pessoal
Fuentes nasceu em 18 de agosto de 1998, no estado americano de Illinois, sendo descendente de mexicanos por parte de pai. Fuentes morava em La Grange Park, Illinois, e frequentou a Lyons Township High School, onde foi presidente do conselho estudantil. Ele estudou relações internacionais e política introdutórias durante seu primeiro ano na Universidade de Boston.
  Ele desistiu em 2017 após completar seu primeiro ano, alegando que recebeu ameaças por participar do comício da supremacia branca Unite the Right em Charlottesville, Virgínia. Ele disse que se transferiria para a Auburn University no outono de 2017, dizendo que Auburn "tem um clima melhor e pessoas melhores", mas no final das contas não confirmou sua matrícula ou continuou seus estudos.

## Opiniões
Fuentes opõe-se firmemente à imigração, que considera uma ameaça demográfica para Estados Unidos. Além de se opor ao feminismo e ao conservadorismo mainstream. Apesar de promover crenças supremacistas brancas, como a teoria da conspiração do genocídio branco, Fuentes afirma que não é um supremacista branco, qualificando o termo de "calunia antiblanca".
Em janeiro de 2019, Fuentes emitiu um monólogo no que comparava o Holocausto com uma operação de fabricação de biscoitos, o que provocou acusações de negação ao Holocausto. Mais tarde, Fuentes negou que tivesse negado o Holocausto, e qualificou seu monólogo de "paródia".

### Críticas ao Turning Point USA
Fuentes tem criticado em repetidas ocasiões a Turning Point USA e a seu fundador Charlie Kirk, acusando-os de trair a Donald Trump ao abogar em prol de a imigração legal em massa, o apoio na ajuda exterior a Israel e as questões LGBT. Ao longo de outubro e novembro de 2019, seus seguidores estiveram presentes em muitos dos atos públicos de Kirk, que contou com convidados como Donald Trump Jr, Lara Trump e Kimberly Guilfoyle. Fontes tem caracterizado a campanha como um esforço para expor a TPUSA como ideológicamente inconsistente com a ideologia propugnada por Donald Trump e outros populistas de direita. Como resultado desta campanha, alguns políticos e figuras da direita mainstream repudiaram Fuentes, caracterizando suas crenças como extremas e fora de contato com o conservadorismo.
Em dezembro de 2019, Fuentes confrontou o comentarista político conservador Ben Shapiro, que estava com sua família nesse momento, fora de um evento da TPUSA em West Palm Beach, Flórida. O encontro foi filmado e deu lugar a críticas contra Fuentes.